# Grevillea candicans
Espèce
Classification phylogénétique
Grevillea candicans est une espèce d'arbuste de la famille des Proteaceae endémique du sud-ouest de l'Australie-Occidentale. Il atteint généralement entre 1 et 5 mètres de hauteur et produit des fleurs blanches ou crème entre août et octobre (de la fin de l'hiver au milieu du printemps) dans son aire naturelle.
L'espèce a été décrite pour la première fois par le botaniste Charles Gardner et sa description publiée dans le Journal de la Société royale d'Australie-Occidentale en 1942.